# Usseau (Deux-Sèvres)
 Usseau  es una población y comuna francesa, situada en la región de Poitou-Charentes, departamento de Deux-Sèvres, en el distrito de Niort y cantón de Mauzé-sur-le-Mignon.

## Demografía
| 711 | 670 | 643 | 654 | 670 | 673 |
| Para los censos de 1962 a 1999 la población legal corresponde a la población sin duplicidades (Fuente: INSEE [Consultar]) |     |     |     |     |     |